# Invictus – Niepokonany
Invictus – Niepokonany (ang. Invictus, 2009) – amerykański film biograficzny w reżyserii Clinta Eastwooda, opowiadający o wydarzeniach w Republice Południowej Afryki przed i w trakcie Pucharu Świata w rugby w 1995 roku, którego RPA było gospodarzem po demontażu apartheidu.
Historia opowiedziana w filmie oparta została na książce Johna Carlina pt. Playing the Enemy: Nelson Mandela and the Game That Changed a Nation. Film swoją oficjalną premierę miał 3 grudnia 2009 roku w Beverly Hills, w Kalifornii.
Tytuł filmu, „Invictus” nawiązuje do wiersza Williama Ernesta Henleya, który Mandela cytuje w filmie.

## Obsada
- Morgan Freeman jako Nelson Mandela
- Matt Damon jako Francois Pienaar
- Adjoa Andoh jako Brenda Mazikubo, szef sztabu Mandeli
- Tony Kgoroge jako Jason Tshabalala
- Julian Lewis Jones jako Etienne Feyder
- Patrick Mofokeng jako Linga Moonsamy
- Matt Stern jako Hendrik Booyens
- Leleti Khumalo jako Mary
- Marguerite Wheatley jako Nerine
- McNiel Hendriks jako Chester Williams
- Scott Eastwood jako Joel Stransky
- Zak Feauʻnati jako Jonah Lomu
- Grant L. Roberts jako Ruben Kruger

## Nagrody i nominacje
Oscary 2010
- nominacja: najlepszy aktor pierwszoplanowy − Morgan Freeman
- nominacja: najlepszy aktor drugoplanowy − Matt Damon

Złote Globy 2009
- nominacja: najlepszy reżyser − Clint Eastwood
- nominacja: najlepszy aktor w filmie dramatycznym − Morgan Freeman
- nominacja: najlepszy aktor drugoplanowy − Matt Damon

Nagroda Gildii Aktorów Filmowych 2009
- nominacja: najlepszy aktor pierwszoplanowy − Morgan Freeman
- nominacja: najlepszy aktor drugoplanowy − Matt Damon

Cezary 2011
- nominacja: najlepszy film zagraniczny (Stany Zjednoczone)